# (1204) Ренция
(1204) Ренция (лат. Renzia) — небольшой астероид, относящийся к группе астероидов пересекающих орбиту Марса, который был обнаружен 6 октября 1931 года немецким астрономом Карлом Вильгельмом Рейнмутом, работавшим в Гейдельбергской обсерватории и был назван в честь русского астронома немецкого происхождения Франца Ренца.

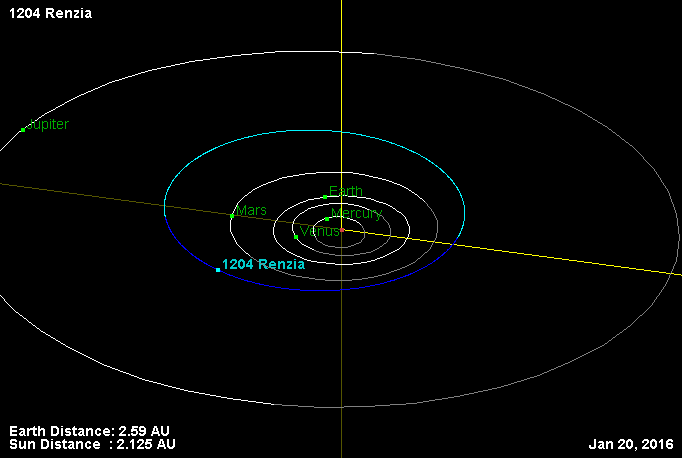
Орбита астероида Ренция и его положение в Солнечной системе

Период обращения астероида вокруг Солнца составляет 3,406 года.